# لويس فرنانديز (لاعب كرة قدم بريطاني)
لويس فرنانديز (بالإنجليزية: Luis Theo Fernandez)‏ هو لاعب كرة قدم بريطاني في مركز الدفاع، ولد في 28 سبتمبر 2001 في منطقة أنفيلد في المملكة المتحدة. لعب مع ستيفيناغ بوروه.

## وصلات خارجية
- لويس فرنانديز (لاعب كرة قدم بريطاني) على موقع قاعدة بيانات كرة القدم.إي يو (الإنجليزية)
- لويس فرنانديز (لاعب كرة قدم بريطاني) على موقع قاعدة بيانات كرة القدم.إي يو (الإنجليزية)
- لويس فرنانديز (لاعب كرة قدم بريطاني) على موقع Soccerbase.com (لاعب) (الإنجليزية)